# Бурхановский, Василий Иванович
Бурхановский Василий Иванович (1818—1886) — офицер Российского императорского флота, участник Синопского сражения, Крымской войны, обороны Севастополя, Георгиевский кавалер за выслугу 25-ти лет в офицерских чинах, контр-адмирал.

## Биография
Василий Иванович Бурхановский родился в Херсонской губернии 26 апреля 1818 года в многодетной семье морского офицера капитан-лейтенанта (впоследствии капитана 2 ранга в отставке), командира брандвахтенного поста в херсонском порту, Георгиевского кавалера Ивана Васильевича Бурхановского и его супруги — поместной дворянки Елены Афанасьевны (рожд. 1800 года, в девичестве Рафтопуло). В семье было семь детей, три дочери — Анастасия, Ольга, Александра, и четыре сына — Афанасий, Владимир, Захар и Василий (трое последних стали военными моряками). Василий был старшим сыном.
10 апреля 1833 года, вместе с братом Владимиром, поступил кадетом в Морской корпус. 4 января 1835 года произведён в гардемарины. В 1835 и 1836 годах, во время корабельной практики, плавал на линейном корабле «Орёл» с десантными войсками от Кронштадта до Данцига, потом на линейных кораблях «Бородино», «Императрица Александра» и «Память Азова» крейсировал в Балтийском море.
23 декабря, после окончания Морского корпуса, произведён в мичманы с назначением на Черноморский флот. В 1837—1841 годах на фрегате «Тенедос», тендере «Спешный», линейных кораблях «Султан-Махмуд», «Анапа» и «Гавриил» крейсировал у абхазских берегов. 19 апреля 1842 года произведён в лейтенанты. На фрегате «Месемврия» плавал с десантными войсками между Одессой и Севастополем. В 1843 и 1844 годах на бомбардирском судне «Перун» плавал по черноморским портам. В 1845—1847 годах находился при николаевском порте. В 1848—1850 годах на линейном корабле «Святослав» и корвете «Орест» крейсировал в Чёрном море.

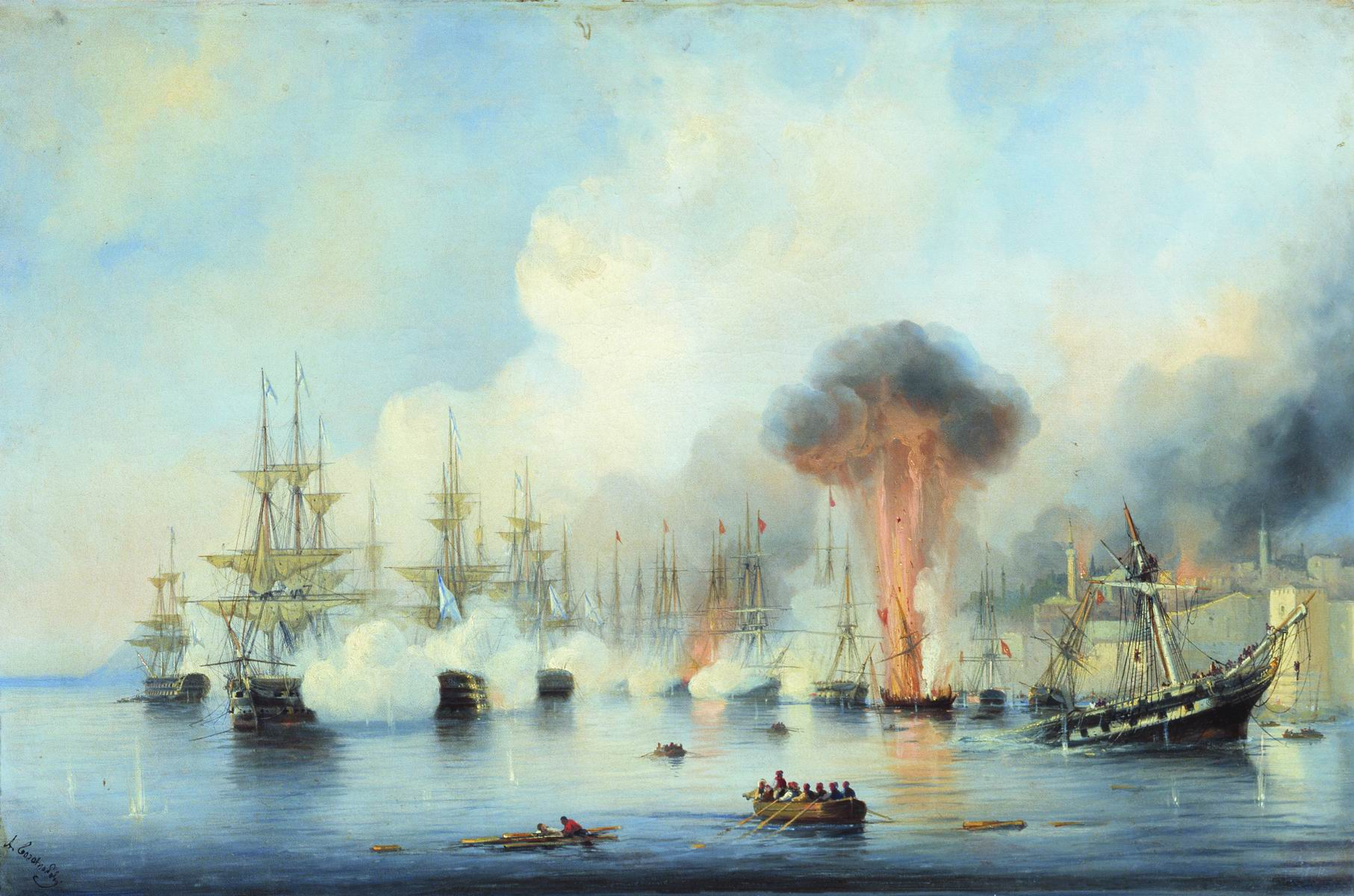
Синопский бой 18 ноября 1853 года. А. П. Боголюбов, 1860 год

10 октября 1851 года назначен старшим адъютантом штаба командира севастопольская порта. В 1853 году на корабле «Три Святителя» Бурхановский в должности старшего офицера крейсировал у восточного берега Чёрного моря. 18 ноября 1853 года, в ходе Синопского сражения, находился на борту корабля «Париж» и выполнял обязанности старшего адъютанта контр-адмирала Ф. М. Новосильского. Был награждён орденом Святого Владимира 4-й степени с мечами. 3 февраля 1854 года произведён за отличие в капитан-лейтенанты со старшинством с 18 ноября 1853 года.

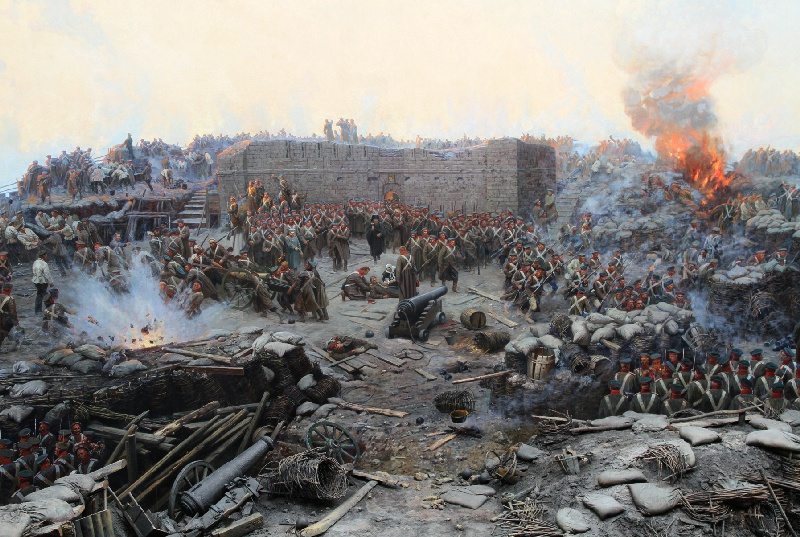
Оборона Севастополя (Франц Рубо)

В 1854 году на корабле «Париж» находился на севастопольском рейде, занимал позицию на рейде в районе Курийной балки, затем с сентября состоял в гарнизоне Севастополя на 4 бастионе, 8 октября, во время первой бомбардировки Севастополя, был контужен в ногу осколком бомбы. Награжден золотою саблею с надписью «за храбрость».
26 ноября 1855 года «за беспорочную выслугу 25 лет в офицерских чинах» капитан-лейтенант Бурхановский был награждён орденом Святого Георгия 4-й степени(№ 9789).
В 1856 году командовал винтовой канонерской лодкой «Роса», плавал между Петербургом и Кронштадтом. 30 апреля 1857 года уволен для службы на коммерческих судах. 12 мая 1858 года зачислен на действительную службу. 14 июля 1859 года произведён в капитаны 2 ранга с увольнением от службы. в 1866 году был избран в гласные Херсонского уездного Земского собрания от землевладельцев. 31 января 1872 года вновь поступил на службу с назначением на Черноморский флот. С 1873 года заведовал судами, отчисленными к николаевскому порту. 1 января 1876 года произведён в капитаны 1 ранга. 24 апреля 1877 года назначен экипажмейстером кронштадтская порта. 15 июля 1885 года произведён в контр-адмиралы с увольнением от службы.
Умер Василий Иванович Бурхановский 6 декабря 1886 года.

## Семья
Василий Иванович Бурхановский был женат на Марии Григорьевне Родчевской (Радчевской) (1839-после 1901), дочери капитана 2 ранга Григория Карповича Родчевского. В этом браке у них родились шесть сыновей:
- Матвей (1860—1914) — морской офицер, капитан 1 ранга, участник русско-японской войны.
- Григорий (1865—1893) — морской офицер, погиб в чине лейтенанта 7 сентября 1893 года на броненосце береговой обороны «Русалка».
- Василий (1867-?) — окончил Михайловское артиллерийское училище, участвовал в Первой мировой войне, награждён Георгиевским оружием, генерал-майор.
- Александр (1872—1922?) — военный инженер, служил помощником начальника Санкт-Петербургской 3-й инженерной дистанции, преподаватель НИА в чине полковника, участвовал в Первой мировой войне. С 1918 года в РККА. В 1922 году арестован.
- Гавриил — в 1904—1906 годах служил сотником в Терско-Кубанском казачьем полку. На 1 января 1909 года служил капитаном в Гренадерском сапёрном Его Императорского Высочества Великого Князя Петра Николаевича батальоне.